# Seekopf (Rätikon)

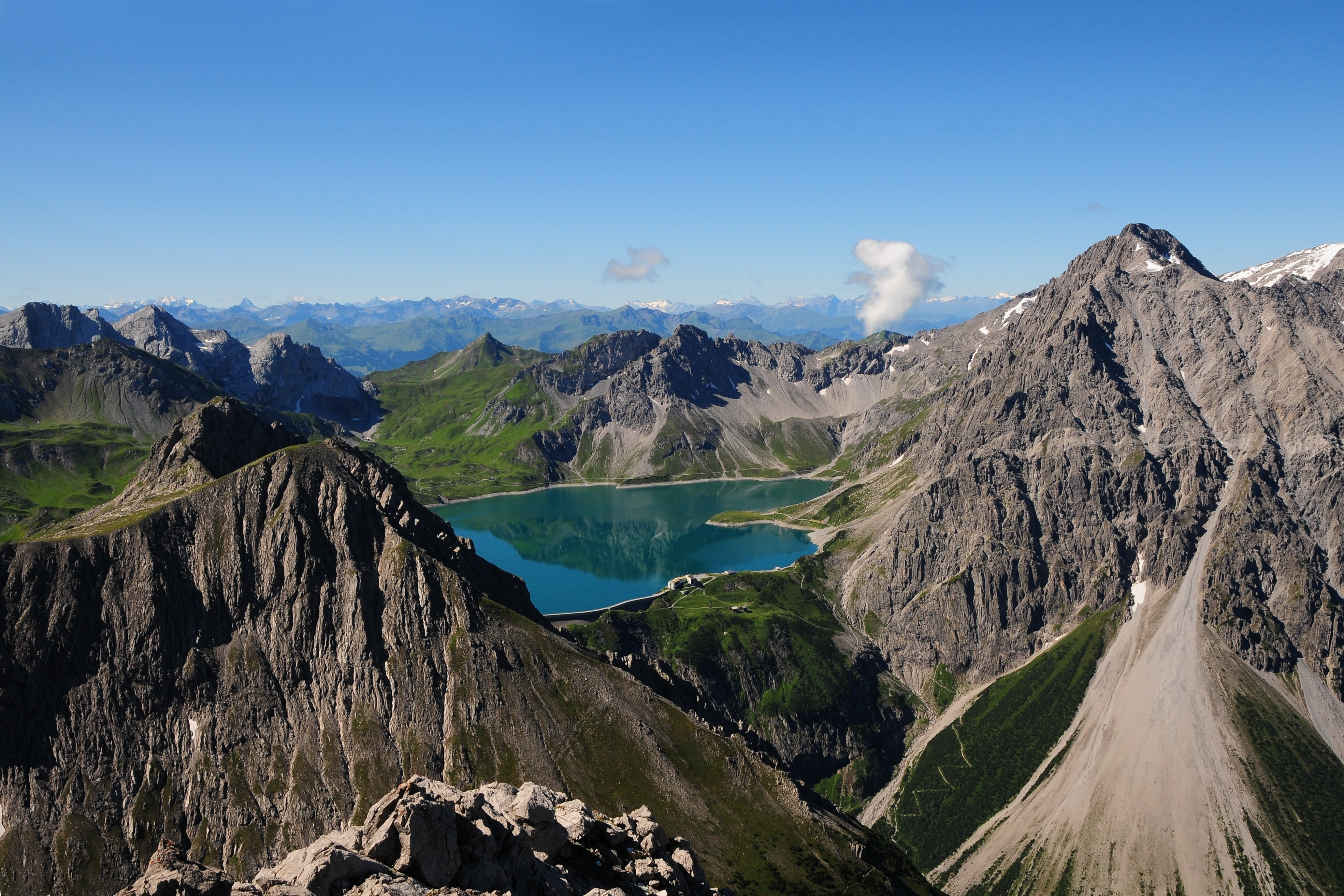
Blick vom Saulakopf, rechts der Seekopf mit dem größten Schuttkegel Vorarlbergs

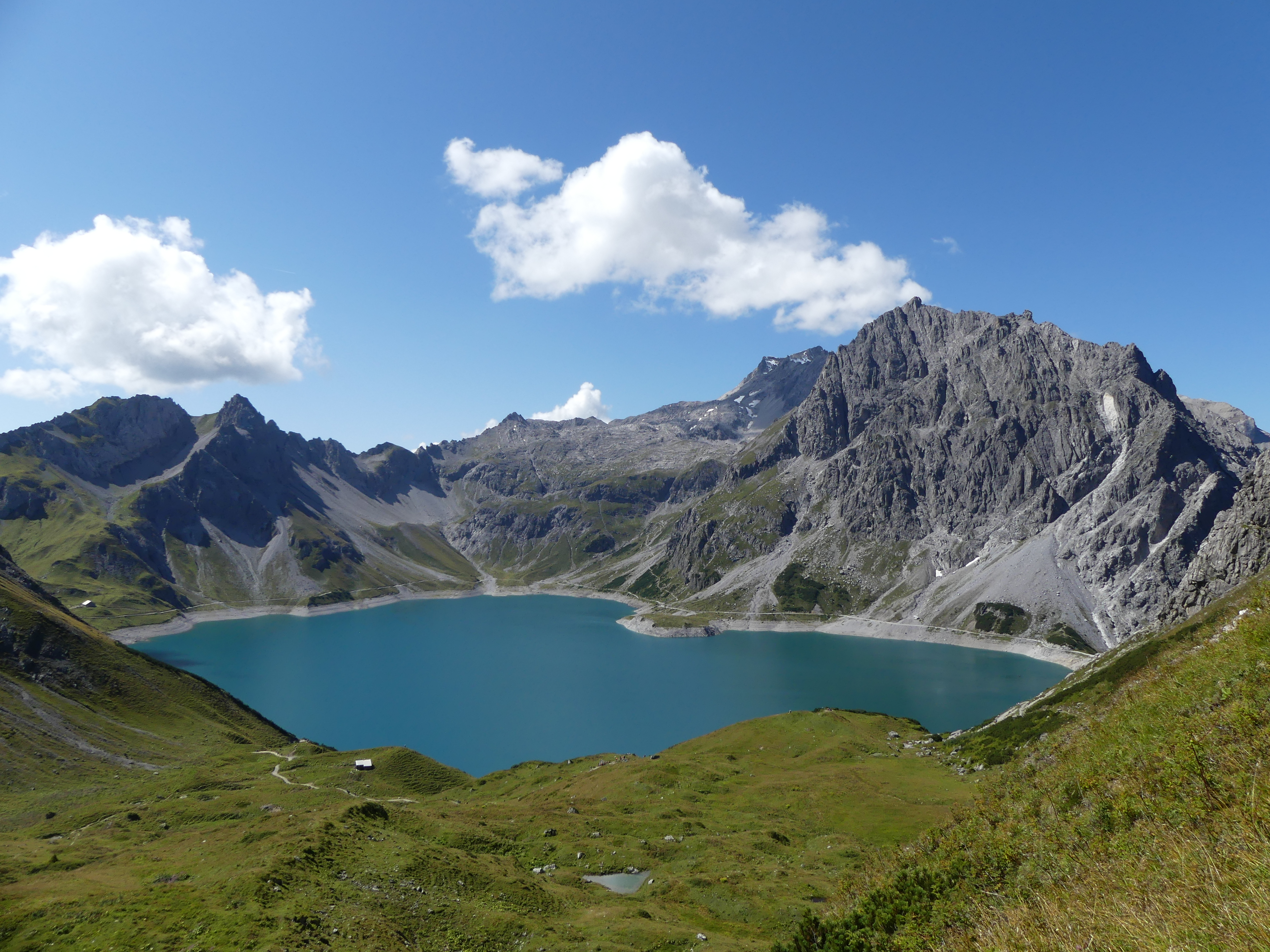
Lünersee und Seekopf von der Lünerkrinne aus

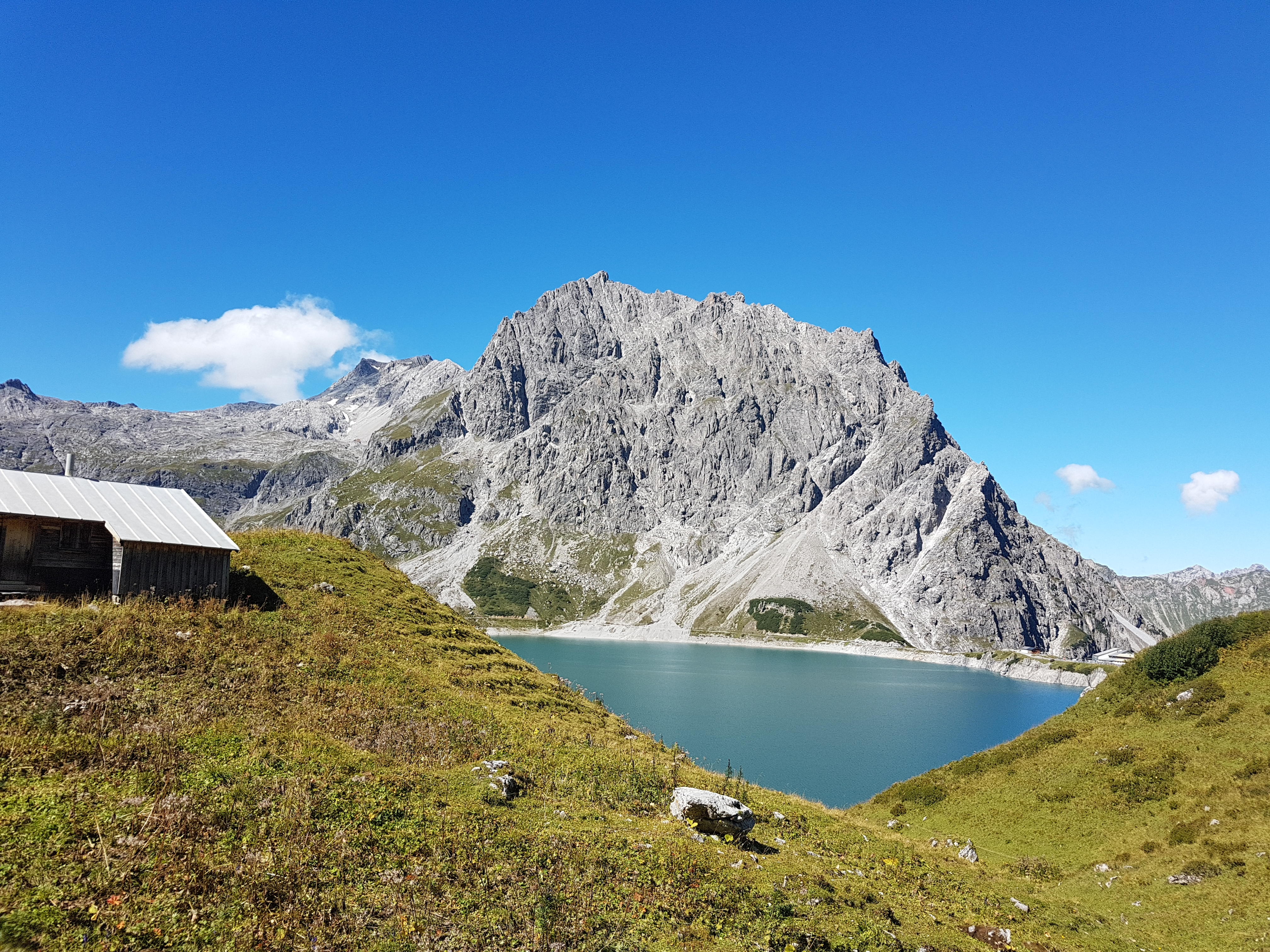
Blick von Osten auf den Lüner Seekopf

Blick von der Schesaplana: Seekopf, Lünersee, Rätikon Hauptkamm (c) Verena Hetzenauer - Vorarlberg Tourismus

Der Seekopf, auch Lüner Seekopf ist ein 2698 m hoher Berg am Lünersee im österreichischen Bundesland Vorarlberg.

## Lage
Der Seekopf gehört zur Schesaplana-Gruppe im Zentrum des Rätikons. Vom Walgau aus führt das Brandnertal nach Süden, das hinterste Brandnertal zwischen Brand und Lünersee wird Seetal genannt. Der Seekopf fällt direkt ab ins Seetal und zum Lünersee. Vom Lünersee führt der Weg südlich des Seekopfs zur Totalphütte und von dort weiter westwärts bis zur Schesaplana. Vom Seekopf nach Westen zieht eine felsige Bergkette mit den Gipfeln Seekopf – Zirmenkopf – Felsenkopf – Schesaplana, diese Kette ist nur eine der Ketten der Schesaplana-Gruppe. Nach Norden zieht ein Nebengrat, der das nordwestliche Sonnenlagant mit dem Gletscherbach und das nordöstliche Schattenlagant mit dem Seetal (Alvier) trennt. Genau nördlich des Gipfels liegt die Untere Schattenlagant Alpe, noch weiter nördlich der Ortskern von Brand.
| Gletscherbach Sonnenlagant | Brand Untere Schattenlagant Alpe | Seetal Schattenlagant  |
| Zirmenkopf                 |                                  | Douglasshütte Lünersee |
| Totalphütte                | Weg zur Totalphütte Seebach      | Lünersee Lünersee Alpe |

Politisch liegt der Seekopf an der Grenze der Gemeinden Brand und Vandans, die Süd- und Südostseite inklusive der Lünersee gehören zu Vandans im Montafon.
Im Umkreis von 5 km liegen der Ortskern von Brand, die Brandner Mittagspitze, der Saulakopf, das Saulajoch, die Heinrich-Hueter-Hütte, der Schafgafall, die Lünerkrinne, der Zalaluandakopf, das Verajoch, die Kirchlispitzen, das Gafalljoch, die Kanzelköpfe, Gamsluggen, die Totalpköpfe, der Brandner Gletscher, der Salaruelkopf, der Panüeler Kopf, die Mannheimer Hütte, der Wildberg und der Mottakopf.

## Beschreibung
Der Seekopf ist von allen Seiten ein imposantes Felsmassiv. Er besteht aus Hauptdolomit, die Felswände sind oft fast senkrecht und sehr verwitterungsanfällig. Dies führt zu riesigen Schuttkegeln und geringer Vegetation. Richtung Seetal befindet sich der größte Schuttkegel Vorarlbergs. Von der Lünerseeseite ist der Seekopf durch seine Felswände ein beliebtes Fotomotiv.

## Bergsteigen
Während die Schesaplana stark frequentiert wird, besteigen nur wenige Bergsteiger den Seekopf. Offizielle alpine Steige gibt es nicht. Die Besteigung ist über mehrere Varianten möglich, aber schwierig und gefährlich wegen hoher Steinschlaggefahr, brüchigem Gestein, sehr vielem Schotter auf dem Gestein und Altschneeresten.
Für Kletterer gibt es hier attraktivere Möglichkeiten, beispielsweise der Klettergarten Brand, die Nordwand der Kirchlispitzen oder der Klettersteig Saulakopf. Daher ist der Seekopf eher selten ein Ziel für Kletterer.

## Naturschutz
Da der Berg nur für erfahrene Bergsteiger geeignet ist, ist das Bergmassiv praktisch unberührt. Die Süd- und Südostseite befinden sich im geschützten Landschaftsteil Rellstal und Lünerseegebiet.
Dieses Gebiet ist auch Teil der Weißzone Lünersee. Der andere Teil des Berges gehört zur Weißzone Schesaplana Lagant. Dieser Teil gehört zum Großraumbiotop Schesaplanastock.
Vorkommende Vögel sind Steinadler (Aquila chrysaetos), Schneehuhn (Lagopus mutus), Alpen-Mauerläufer (Tichodroma muraria) und Alpendohle (Pyrrhocorax graculus).